# Sukkerrør-slægten
Slægten Sukkerrør (Saccharum) er udbredt i Øst- og Sydøstasien. Det er høje græsser med en vækstform, der kan minde om Elefantgræs (Miscanthus). Alle arterne har et meget højt indhold af sukker i alle dele, og de bliver brugt mere eller mindre systematisk i sukkerproduktion. Her omtales kun den art, som er mest almindeligt dyrket.

## Verdensproduktion
| Top 10 producenter af sukkerrør 2018 | Top 10 producenter af sukkerrør 2018 |
| Land                                 | Produktion (Ton)                     |
| ------------------------------------ | ------------------------------------ |
| Brasilien                            | 746.828.157                          |
| Indien                               | 376.900.000                          |
| Kina                                 | 108.097.100                          |
| Thailand                             | 104.360.867                          |
| Pakistan                             | 67.173.975                           |
| Mexico                               | 56.841.523                           |
| Colombia                             | 36.276.860                           |
| Guatemala                            | 35.568.207                           |
| Australien                           | 33.506.830                           |
| USA                                  | 31.335.984                           |
| Filippinerne                         | 24.730.820                           |
| Indonesien                           | 21.744.000                           |
| Cuba                                 | 19.648.340                           |
| Sydafrika                            | 19.301.688                           |
| Argentina                            | 19.039.561                           |

| Beskrevne arter |

- Almindelig Sukkerrør (Saccharum officinarum)